# Pseudohygrophorus vesicarius
Pseudohygrophorus vesicarius är en svampart som beskrevs av Josef Velenovský 1939. Pseudohygrophorus vesicarius ingår i släktet Pseudohygrophorus och familjen Tricholomataceae.   Inga underarter finns listade i Catalogue of Life.